# Буркинийско-шведские отношения
Буркинийско-шведские отношения — двусторонние дипломатические отношения между Буркина-Фасо и Швецией. Государства являются членами Организации Объединённых Наций.

## История
В 1969 году Швеция аккредитовала своего первого посла для работы в Буркина-Фасо (тогда Республика Верхняя Вольта). Посол находился в Лагосе (Нигерия).
Отношения между Буркина-Фасо и Швецией из-за большого расстояния между странами и незначительным объёмом двусторонней торговли в значительной степени определялись экономической помощью, а также некоторым культурным и научным обменом. В начале 1970-х годов первый студент из Буркина-Фасо прибыл в Швецию, за ним последовали многие другие. В 1980-х годах Швеция участвовала в нескольких программах обмена с Буркина-Фасо, причем первое прямое сотрудничество началось после визита в регион Сахеля министра иностранных дел Ханса Бликса. В 1986 году, во время правления главы Буркина-Фасо Томаса Санкары, была создана Ассоциация дружбы Буркина-Фасо и Швеции (ASSAMBUS).
В XXI веке сотрудничество между странами принимает множество форм. В области науки представители шведских университетов подготовили десятки докторантов Буркина-Фасо и работали вместе с университетами этой страны над исследованиями в таких областях, как агролесоводство, культурная география и развитие сельских районов. В культурном плане в Швеции было проведено несколько кинофестивалей и художественных выставок Буркина-Фасо. Хотя уровень двусторонней торговли низок, некоторые шведские компании открыли филиалы в Буркина-Фасо в таких отраслях, как: горнодобывающая промышленность, сельское хозяйство и энергетика.

## Политические отношения
Несколько шведских политических партий поддерживают отношения с оппозиционными партиями Буркина-Фасо и наладили политическое сотрудничество между партией Центра (с Альянсом за демократию и Федерацию — Африканское демократическое объединение), Христианскими демократами (с Союзом за республику) и Левой партией (с Африканской партией независимости, объединившаяся в 2012 году и образовавшая Партию за демократию и социализм/Метба).

## Иностранная помощь
Премьер-министр Швеции Йон Фредрик Рейнфельдт объявил, что уменьшит помощь Буркина-Фасо и сократит программу сотрудничества к 2016 году, но это решение подверглось критике и было отозвано в 2014 году новым левоцентристским правительством. Представитель Левой партии по иностранным делам Ханс Линде назвал это изменение в политике результатом политического давления со стороны его партии.

## Дипломатические представительства
- Интересы Буркина-Фасо в Швеции представлены через посольство в Копенгагене (Дания), а также имеется почётное консульство в Уппсале[8].
- Швеция содержит посольство в Уагадугу[9].